# Iman
Iman Mohamed Abdulmajid (somalski: Iimaan Maxamed Cabdulmajiid; Mogadiš, 25. srpnja 1955.), poznatija kao Iman, somalijski je model, filmska glumica i poduzetnica. U kozmetičkoj industriji smatra se pionirkom tzv. etničke kozmetike. Istaknula se i u borbi za prava djece u Istočnoj Africi, gdje se zalaže za prestanak novačenja djece u vojsku ili rada u rudnicima.

## Rani život
Iman je rođena kao Zara Mohamed Abdulmajid u somalijskom glavnom gradu Mogadišu. Na zahtjev djeda, roditelji su joj umjesto Zara dali ime Imam, što na arapskom znači "vjera". Otac Mohamed Abdulmajid bio je diplomat u Saudijskoj Arabiji i Tanzaniji, a majka Marian ginekologinja. Bila je treće od ukupno petero djece u obitelji: starija su bila braća Elias i Feisal, a mlađe sestre Idil i Nadia.
Do 4. godine živjela je s bakom i djedom, nakon čega je roditelji, zbog nesigurnosti u Somaliji, šalju u katoličku školu za djevojke u Egipat, gdje provodi veći dio djetinjstva i puberteta. Nakon smirivanja političkog stanja u Somaliji, otac ponovo okuplja obitelj u Somaliji. Malo prije državnog udara i uspostavljanja diktature Siada Barrea, obitelj se seli u Keniju, gdje Iman kratko studira politologiju na Sveučilištu u Nairobiju.

## Karijera
Za vrijeme studija politologije u Nairobiju, Iman radi i kao prevoditeljica, kako bi zaradila za školarinu. Njezin dugi vrat, visoko čelo i preplanuli ten opazio je fotograf Peter Beard, koji ju ispra hoće slikati u pornografske svrhe, što ona odbija. Nakon ponude za časopis Vogue i 8 000 američkih dolara predujma, Iman pristaje i istoga dana pozira Beardu za prve snimke. Snimci su poslani u New York, gdje je Beard četiri mjeseca nagovarao urednika časopisa ih objavi s dvije priče. Prema prvoj priči, tvrdio je da je Iman članica afričke kraljevske loze, a prema drugoj da je guščarica u pustinji.
Nakon što je Beard uvjerio urednika u svoju priču, Iman dolazi u New York, gdje je nazočila na novinarskom skupu. Nakon skupa, bila je vrlo iznenađena što su je novinari ispitivali o džungli i smatrali kako ne zna engleski: Somalija je pustinja. Nikada nisam vidjela džunglu. Još sam više bila uvrijeđena kada su se [novinari] počeli obaćati samo Peteru, misleći da ne znam engleski, iako znam engleski i pet [drugih] jezika.
Istoga dana, potipsuje za modnu kuću Wilhelmina, te se 1976. počinje pojavljivati na naslovnicama poznatih modinh časopisa, kao što su Vogue i Harper's Bazaar. Francuski kozmetčki div Yves Saint Laurent posvećuje joj kolekciju naziva Afrička kraljica. U razgovoru za Washington Post izavila je kako u mladosti možeš zaraditi mnogo kao model, ali i da poziranje ne priprema mladu djevojku za budućnost, jer je sav svoj novac u mladosti trošila na odlaske u Pariz i putovanja Concordeom.
U narednim godinama stječe naslov supermodela, te postaje nadahnuće za svjetski poznate dizajnere poput Halstona, Giannija Versacea, Calvina Kleina, Isseya Miyakea i Donnu Karan.
Tijekom 14-godšnje karijere surađvala je s mnogim poznatim fotografima. Ističu se suradnje s Helmutom Newtonom, Richadom Avedonom, Irvingom Pennom i Annie Leibovitz.

## Osobni život
Kao osamnaestogodišnjakinja udala se za nepoznatog Somalca, vlasnika mjesnog hotela iz lanca Hilton. Prekinula je s njim netom prije odlaska u Sjedinjene Države.
Godine 1977. oženila se s američkim košarkašem Spencerom Haywoodom, s kojim se sljedeće godine dobila kćer Zulekha Haywood. Rastali su se 1987. godine.
Dana 24. travnja 1992. udala se za engleskog pjevača Davida Bowiea na obiteljskoj svečanosti, zatvorenoj za javnost, u švicarskoj Lausanni. Kasnije su se i javno vjenčali na svečanosti u talijanskoj Firenci. Imali su jednu kćer, Alexandriu Zahru Jones, rođenu 15. kolovoza 2000. Iman je također bila i maćeha Bowievom sinu Duncanu Jonesu iz prijašnjeg braka. Živjeli su na Manhattnu i u Londonu.
Na nagovor prijatelja, zajedno s Bowiem i Peterom Beardom piše i objavljuje autobiografski roman Ja sam Iman (I Am Iman) 2001. Četiri godine kasnije izdaje svoju drugu knjigu Ljepota boja (The Beauty of Color).
Nakon Bowieve smrti povukla se iz javnog života. Izjašnjava se muslimankom. Osim somalskog govori i arapski, talijanski, francuski i engleski.

## Filmografija
| Naslov                                 | Godina | Uloga            |
| -------------------------------------- | ------ | ---------------- |
| Ljudski faktor                         | 1979.  | Sarah            |
| Izložen                                | 1983.  | Model            |
| Poroci Miamija                         | 1985.  | Dakotah          |
| Cosby Show                             | 1985.  | Gdin. Montgomery |
| Izvan Afrike                           | 1985.  | Mariammo         |
| Bez izlaza                             | 1987.  | Nina             |
| Surrender                              | 1987.  | Hedy             |
| In the Heat of the Night               | 1988.  | Marie Babineaux  |
| 227                                    | 1990.  | Eartha Kitten    |
| Kućna zabava 2                         | 1991.  | Sheila Landreaux |
| Laž blizanaca                          | 1991.  | Cat/Elie         |
| L.A. Story                             | 1991.  | Cynthia          |
| Star Trek VI: The Undiscovered Country | 1991.  | Martia           |
| Linguini Incident                      | 1991.  | Dali Guest       |
| Remember the Time (spot)               | 1992.  | Kraljica         |
| Izlaz u Eden                           | 1994.  | Nina             |
| Project Runway Canada                  | 2007.  | Iman             |
| Project Runway Canada                  | 2009   | Iman             |
| The Fashion Show: Ultimate Collection  | 2010.  | Iman             |